# Joan Chen
Joan Chong Chen (Xangai, 26 de abril de 1961) é uma atriz chinesa.
Aos 20 anos, Chen mudou-se para os Estados Unidos onde estudou cinema na California State University de Northridge.  Em 1989 naturalizou-se norte-americana. Iniciou sua carreira internacional de atriz quando participou em 1987 do filme The Last Emperor.

## Filmografia

### Como atriz
| Ano  | Título                                | Papel                                                                  | Notas            |
| ---- | ------------------------------------- | ---------------------------------------------------------------------- | ---------------- |
| 1977 | Youth 青春                            | Shen Yamei / 沈亞妹                                                    |                  |
| 1979 | Little Flower 小花                    | Zhao Xiaohua / 赵小花                                                  |                  |
| 1979 | Hearts for the Motherland 海外赤子    | Huang Sihua / 黃思華                                                   |                  |
| 1981 | Awakening 甦醒                        | Su Xiaomei / 蘇小梅                                                    |                  |
| 1986 | Goodbye My Love 惡男                  | Ling Ti                                                                |                  |
| 1986 | Tai-Pan                               | May–May                                                                |                  |
| 1987 | The Night Stalker                     | Mai Wing                                                               |                  |
| 1987 | The Last Emperor                      | Wan Jung / 婉容                                                        |                  |
| 1989 | The Blood of Heroes                   | Kidda                                                                  |                  |
| 1991 | Wedlock                               | Noelle                                                                 |                  |
| 1992 | Turtle Beach                          | Minou                                                                  |                  |
| 1992 | Twin Peaks: Fire Walk with Me         | Jocelyn 'Josie' Packard scenes deleted                                 |                  |
| 1993 | Heaven & Earth                        | Mama                                                                   |                  |
| 1993 | Temptation of a Monk 誘僧             | Princess Hong'e (Scarlet) / 公主紅萼 Lady Qingshou (Violet) / 青绶夫人 |                  |
| 1994 | Golden Gate                           | Marilyn                                                                |                  |
| 1994 | Red Rose White Rose 紅玫瑰，白玫瑰    | Wang Jiao-Rui / 王嬌蕊                                                 |                  |
| 1994 | On Deadly Ground                      | Masu                                                                   |                  |
| 1995 | The Hunted                            | Kirina                                                                 |                  |
| 1995 | Wild Side                             | Virginia Chow                                                          | Também produtora |
| 1995 | Judge Dredd                           | Ilsa Hayden                                                            |                  |
| 1996 | Precious Find                         | Camilla Jones                                                          |                  |
| 1999 | Purple Storm 紫雨風暴                 | Shirley Kwan                                                           |                  |
| 2000 | What's Cooking?                       | Trinh Nguyen                                                           |                  |
| 2004 | Avatar                                | Madame Ong                                                             |                  |
| 2004 | Jasmine Women 茉莉花开                | Mo's Mother / 茉的母亲 Mo / 茉                                         |                  |
| 2004 | Saving Face                           | Hwei-Lan Gao                                                           |                  |
| 2005 | Sunflower 向日葵                      | Xiuqing / 秀清                                                         |                  |
| 2006 | Americanese                           | Betty Nguyen                                                           |                  |
| 2007 | The Home Song Stories 意              | Rose Hong / 洪玫瑰                                                     |                  |
| 2007 | The Sun Also Rises 太阳照常升起       | Dr. Lin / 林大夫                                                       |                  |
| 2007 | All God's Children Can Dance          | Evelyn                                                                 |                  |
| 2007 | Lust, Caution 色，戒                  | Mrs. Yee / 易太太                                                      |                  |
| 2008 | The Leap Years                        | Li-Ann (age 49)                                                        |                  |
| 2008 | Shi Qi 十七                           | Mother / 母亲                                                          |                  |
| 2008 | 24 City 二十四城记                    | Gu Minhua / 顾敏华                                                     |                  |
| 2009 | Mao's Last Dancer                     | Niang / 娘                                                             |                  |
| 2010 | Love in Disguise 恋爱通告             | Joan                                                                   |                  |
| 2010 | Color Me Love 爱出色                  | Zoe                                                                    |                  |
| 2011 | 1911 辛亥革命                         | Imperatriz Longyu / 隆裕                                               |                  |
| 2011 | Kiss, His First 初吻                  |                                                                        |                  |
| 2012 | White Frog                            | Irene Young                                                            |                  |
| 2012 | Passion Island 熱愛島                 | Johanna / 祖安娜                                                       |                  |
| 2012 | Let It Be 稍安勿躁                    | Niu Jie / 牛姐                                                         |                  |
| 2012 | Double Xposure 二次曝光               | Dr. Hao / 郝医生                                                       |                  |
| 2014 | For Love or Money 露水红颜            |                                                                        |                  |
| 2015 | You Are My Sunshine 何以笙箫默        |                                                                        |                  |
| 2015 | Lady of the Dynasty 王朝的女人·楊貴妃 | Consort Wu                                                             |                  |
| 2015 | Cairo Declaration 開羅宣言            | Soong Ching-ling                                                       |                  |
| 2019 | Sheep Without a Shepherd              | Laoorn                                                                 |                  |
| 2020 | Tigertail                             | Yuan                                                                   |                  |
| 2020 | Ava                                   | Kim                                                                    | Pós-produção     |
| 2025 | The Wedding Banquet                   | TBA                                                                    | Em produção      |

| Ano  | Título                                | Papel                   | Notas                                             |
| ---- | ------------------------------------- | ----------------------- | ------------------------------------------------- |
| 1984 | Knight Rider                          | Su-Lin                  | Episode 3.1 Knight of the Drones                  |
| 1985 | MacGyver                              | Lin                     | Episode 1.2 The Golden Triangle                   |
| 1985 | Miami Vice                            | May Ying                | Episode 1.14 Golden Triangle                      |
| 1989 | Wiseguy                               | Maxine Tzu              | Episode All or Nothing                            |
| 1990 | Twin Peaks                            | Jocelyn 'Josie' Packard | TV series — Series regular (2 seasons, 1990–1991) |
| 1992 | Strangers                             | The Girl                | TV movie                                          |
| 1992 | Shadow of a Stranger                  | Vanessa                 | TV movie                                          |
| 1992 | Nightmare Cafe                        | First customer          | Episode 1.1 Nightmare Cafe                        |
| 1993 | Tales from the Crypt                  | Connie                  | Episode 5.4 Food for Thought                      |
| 1997 | Homicide: Life on the Street          | Elizabeth Wu            | Episode 5.15 Wu's on First?                       |
| 1998 | The Outer Limits                      | Major Dara Talif        | Episódio 4.24 Phobos Rising                       |
| 1999 | In a Class of His Own                 | Linda Ching             | Telefilme                                         |
| 2009 | Newcomers to the Middle-Aged 人到中年 | Tian Wenjie / 田文洁    | Série                                             |
| 2010 | Journey to the West 西游记            | Guan Yin / 观音         | Séries                                            |
| 2011 | Fringe                                | Reiko                   | Episódio "Immortality"                            |
| 2012 | Hemingway & Gellhorn                  | Madame Chiang Kai-shek  | Telefilme                                         |
| 2012 | Sui Tang Yingxiong 隋唐英雄           | Empress Dugu / 独孤后   | Série                                             |
| 2013 | Serangoon Road                        | Patricia Cheng          | TV series                                         |
| 2013 | Meng's Palace 海上孟府                | Er Jie / 二姐           | TV series                                         |
| 2014 | Marco Polo                            | Chabi                   | TV series                                         |
| 2017 | Twin Peaks                            | Josie Packard           | Episode: "Part 17"; archive footage               |
| 2018 | Ruyi's Royal Love in the Palace       | Ula Nara Yixiu          | [ 1 ]                                             |

### Diretora
| Ano  | Título                      | Notes                         |
| ---- | --------------------------- | ----------------------------- |
| 1998 | Xiu Xiu: The Sent Down Girl | Também roteirista e produtora |
| 2000 | Autumn in New York          |                               |
| 2018 | English                     |                               |